# Crocidura orientalis
Crocidura orientalis es una especie de musaraña de la familia de los soricidae.

## Distribución geográfica
Es endémica de Java.